# Григоренко, Григорий Степанович
Григорий Степанович Григоренко (1896, Мариупольский уезд, Екатеринославская губерния, Российская империя — неизвестно, Марьинский район, Донецкая область, Украинская ССР) — агроном колхоза имени Хрущёва Марьинского района Донецкой области, Украинская ССР. Герой Социалистического Труда (1950).

## Биография
Родился в 1896 году в крестьянской семье в одном из сельских населённых пунктов Мариупольского уезда. С раннего возраста трудился в сельском хозяйстве. Во время коллективизации вступил в сельскохозяйственную артель «Трудовая» (в последующем — колхоз имени Хрущёва) с центральной усадьбой в селе Елизаветовка. В послевоенное время — агроном в этом же колхозе, председателем которого был Спиридон Ерофеевич Бешуля.
В 1949 году обеспечил получение в колхозе в среднем с каждого гектара по 30,5 центнера пшеницы на площади 150 гектаров. Указом Президиума Верховного Совета СССР от 2 июня 1950 года удостоен звания Героя Социалистического Труда за «получение высоких урожаев пшеницы и подсолнечника в 1949 году» с вручением ордена Ленина и золотой медали «Серп и Молот» (№ 5021).
Этим же указом званием Героя Социалистического Труда были награждены председатель колхоза Спиридон Ерофеевич Бешуля и бригадир Каленик Иосифович Белецкий.
После укрупнения колхозов трудился в колхозе «Октябрь» Марьинского района. Неоднократно участвовал во Всесоюзной выставке ВСХВ. Был инициатором создания областной сельскохозяйственной выставки в Донецке.
После выхода на пенсию проживал в Марьинском районе. Дата смерти не установлена.